# 위의 굽이
위의 굽이(curvatures of the stomach) 또는 위의 만곡 또는 위의 만은 위의 길고 볼록한 측면 표면과 짧고 오목한 안쪽 표면으로, 각각 큰 굽이와 작은 굽이라고 한다.

## 큰 굽이
greater curvature, 큰 굽이, 대만곡, 대만

## 작은 굽이
lesser curvature, 작은 굽이, 소만곡, 소만

## 추가 이미지

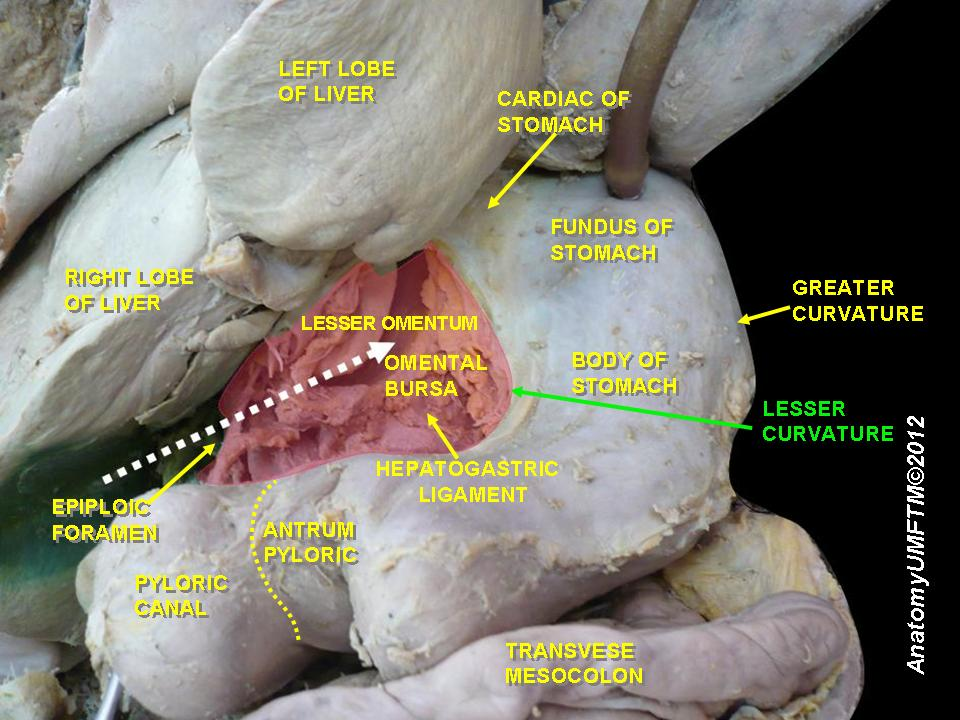
Lesser curvature
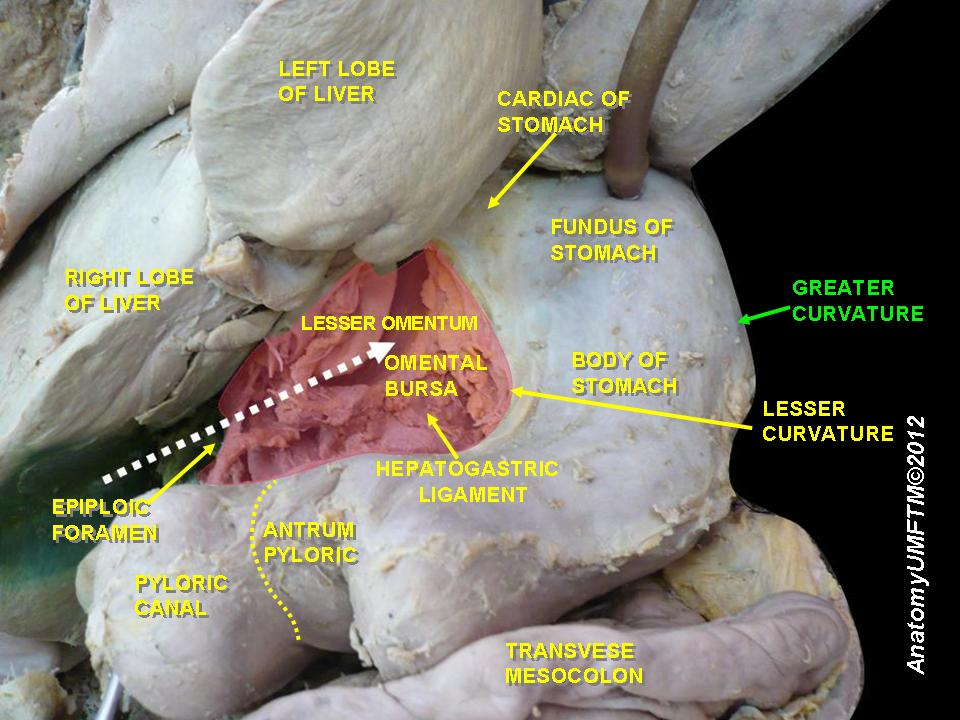
Greater curvature
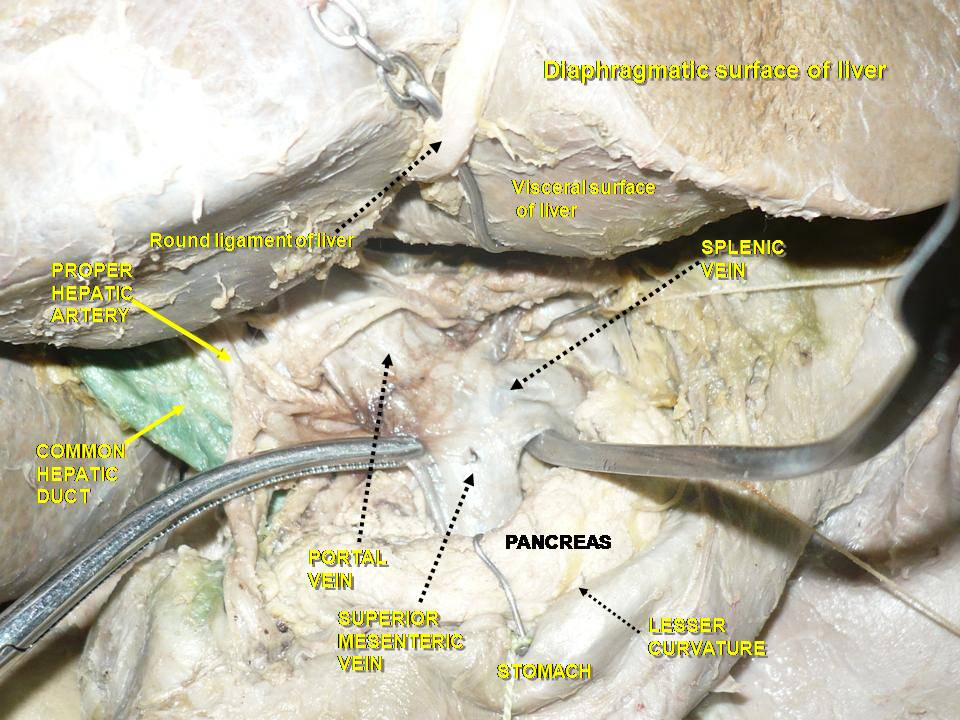
Stomach. Lesser curvature. Deep dissection.
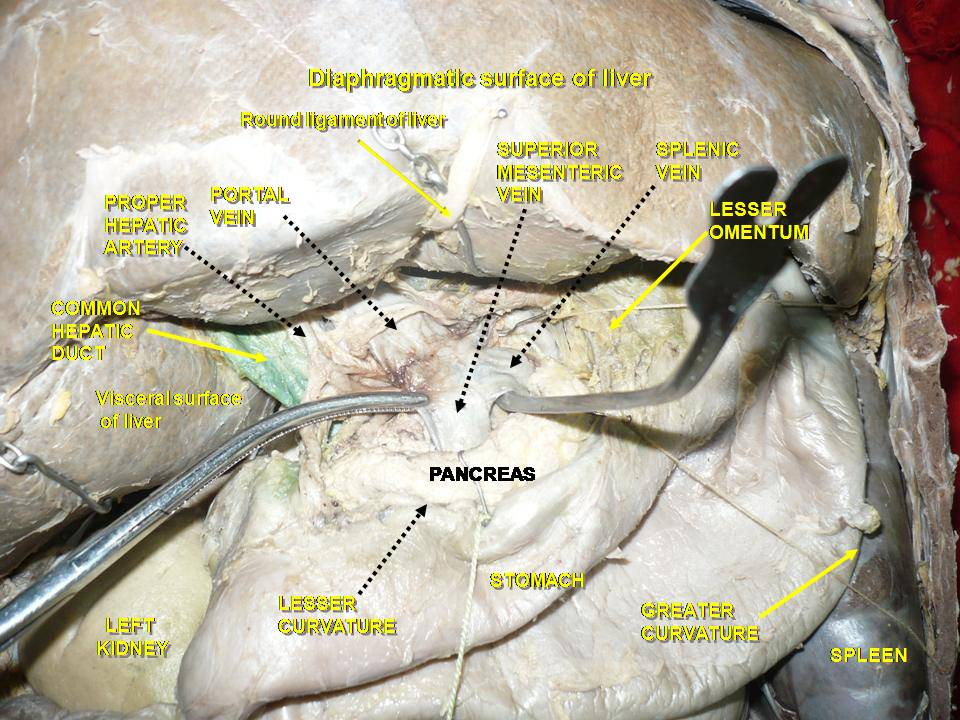
Stomach. Greater curvature. Deep dissection.

## 같이 보기
- 작은 그물막
- 창자간막